# Theridion pinastri
Theridion pinastri là một loài nhện trong họ Theridiidae.
Loài này thuộc chi Theridion. Theridion pinastri được Ludwig Carl Christian Koch miêu tả năm 1872.